# (5759) Zoshchenko
(5759) Zoshchenko est un astéroïde de la ceinture principale. Il est nommé en hommage à Mikhaïl Zochtchenko, un maître humoriste de la littérature russe.

## Description
(5759) Zoshchenko est un astéroïde de la ceinture principale. Il fut découvert le 22 janvier 1980 à Naoutchnyï par Lioudmila Karatchkina. Il présente une orbite caractérisée par un demi-grand axe de 2,89 UA, une excentricité de 0,03 et une inclinaison de 3,0° par rapport à l'écliptique.

## Compléments